# کتایون حسین‌زاده

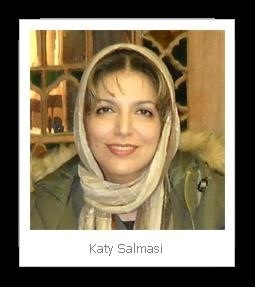
کتابون حسین‌زاده

کتایون حسین‌زاده سلماسی (زاده ۱۳۵۱ تهران) نویسنده و کارگردان تئاتر است. او کارشناسی ادبیات نمایشی را از دانشگاه تهران و کارشناسی ارشد ادبیات نمایشی را از دانشگاه هنر دریافت کرده‌است و سپس دکتری فیلولوژی (تبارشناسی) را از دانشگاه ملی تاجیکستان (مسکو) دریافت کرده‌است. حسین‌زاده عضو هیئت مدیره کانون منتقدان ملی تئاتر ایران و نخستین منتقد ایرانی عضو هیئت مدیره کانون منتقدان جهان (کانون جهانی منتقدان تئاتر) است و فعالیت در زمینه نویسندگی، ترجمه و کارگردانی را از سال ۱۳۷۲ آغاز کرده‌است.
حسین‌زاده دربارهٔ روند و سبک کار خود می‌گوید: «من در نمایشنامه‌هایم اول موقعیت را خلق می‌کنم و بعد شخصیت‌ها را در این موقعیت می‌گذارم. بعد به این کاراکترها کم‌کم هویت می‌دهم. پیش از این که نمایشنامه را بنویسم مدت‌ها به کاراکترها فکر می‌کنم و با آنها زندگی می‌کنم.» «من معمولاً تصویر می‌سازم و یک موقعیتی را تشریح می‌کنم. بعد از این کار شخصیت‌ها را در داخل موقعیت قرار می‌دهم و با ساخت گذشته‌ای که داشتند به شخصیت نمایشنامه هویت می‌دهم.»

## آثار
کتایون حسین‌زاده نویسنده ۱۹ نمایشنامه و کارگردان بیش از ۱۲ اثر در حوزه تئاتر و سینما بوده‌است که برخی از آنان عبارتند از:
کارگردانی
- هالما و رینا (۱۳۸۲ - تئاترشهر)[۶]
- چاه (۱۳۸۶ - خانه نمایش)
- یکی مثل همه (۱۳۸۸ - تئاتر شهر)
- شن (۱۳۹۰ - تئاترشهر)